# 团岛炮台
团岛炮台，德军称为游内山炮台（德語：Batterie Yunuisan），是青岛德占时期驻青德军的一座海防炮台，现地址位于中国山东省青岛市市南区团岛，现为青岛市文物保护单位。

## 历史
一般认为团岛炮台最初为清军章高元驻防青岛时期（1892-1897）所建三处炮台之一（其他两处为青岛炮台、西岭炮台），为三合土夯筑而成，但并未完工。1897年11月14日，德国海军兵不血刃强占胶州湾，而德军团岛炮台建造较晚，于1913年7月10日试射。
1914年8月至11月的日德青岛战役期间，团岛炮台由德军士兵8人驻守，紧邻炮台的团岛灯塔因阻挡炮台射界而被德军工兵爆破拆除。11月7日德军弹药耗尽后，将团岛炮台自毁（据日军观测自毁时间约凌晨6点），约8点被日军占领。
日军占领后，团岛炮台一直未恢复用途。1930年代团岛水上飞机场建成后，团岛一带重新成为军事基地，先后由日军、美军占据。1949年青岛解放后，团岛水上飞机场及炮台、灯塔一带由海军管理至今。团岛炮台现存掩蔽部有二处地下洞口，内有大小房间十余间，面积数百平方米。2005年2月5日，团岛炮台遗迹列入第七批青岛市文物保护单位。

## 结构

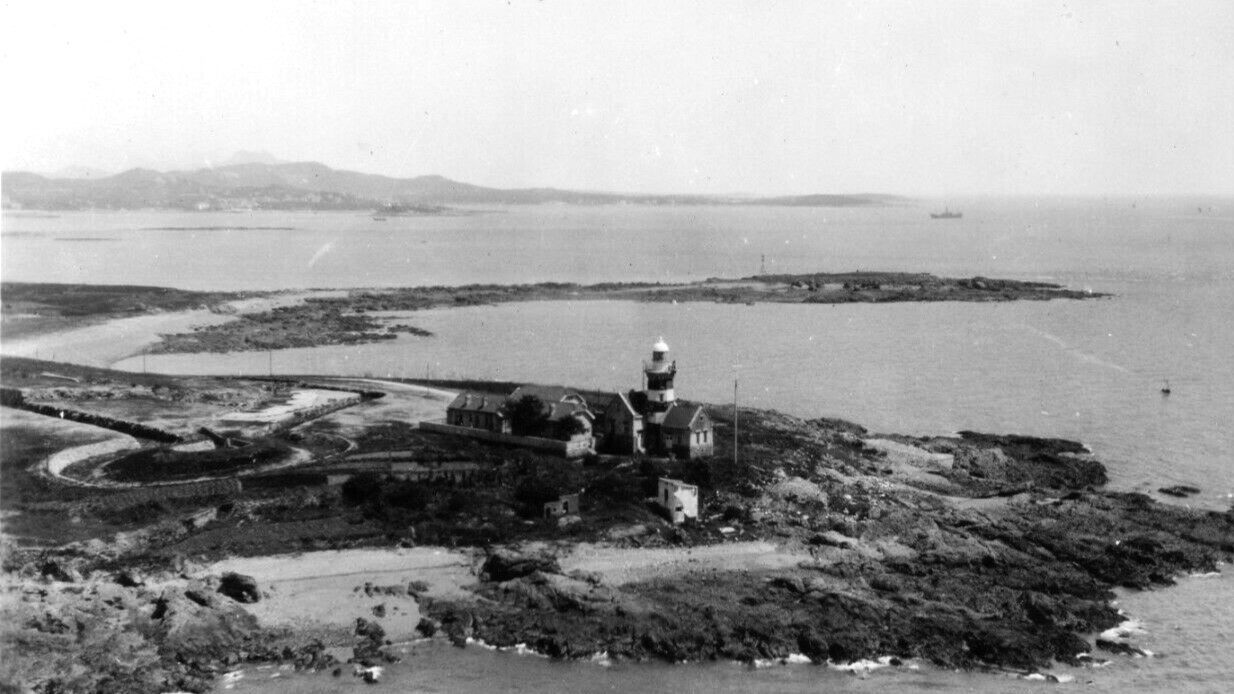
1930年代团岛西南隅航拍，中央为团岛灯塔，左侧为团岛炮台遗迹

团岛炮台位于团岛西南端，邻近团岛灯塔，扼守团岛与薛家岛之间的胶州湾入口海域。炮台装备有4门88毫米30倍径速射加农炮（另据日军记载有炮座4处而仅安装3门88毫米炮）。1914年战时按预算备弹为榴弹1200发。